# Hieronim Krzeczowski
Hieronim Krzeczowski herbu Korczak – starosta szereszowski i połoński.
Poseł województwa ruskiego na sejm konwokacyjny 1574 roku.